# Carrhotus bellus
Carrhotus bellus là một loài nhện trong họ Salticidae.
Loài này thuộc chi Carrhotus. Carrhotus bellus được Fred R. Wanless miêu tả năm 1984.